# Ngati Mutunga

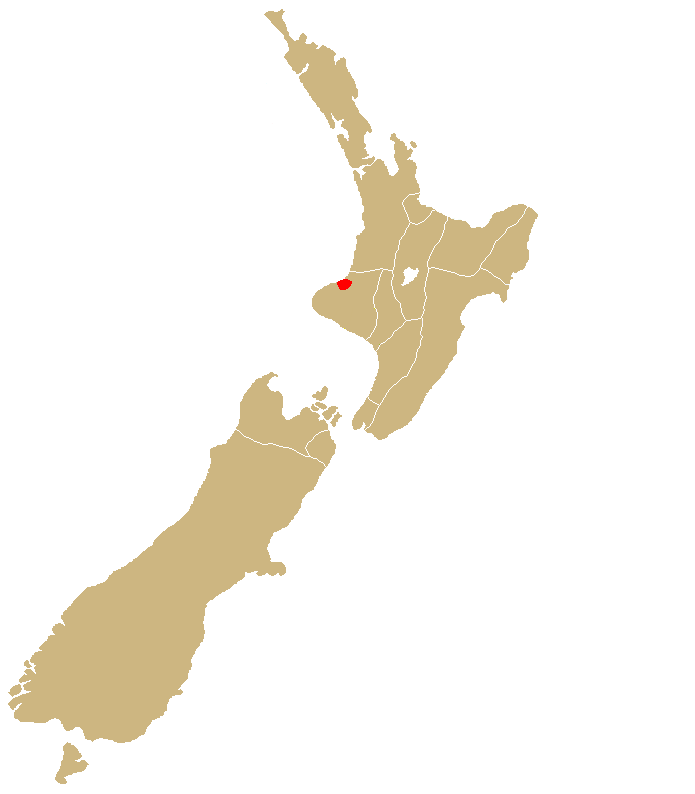
Les terres ancestrales Ngati Mutunga (en rouge) dans le Taranaki. Les îles Chatham, vers le sud-est, n'apparaissent pas sur cette carte.

Ngati Mutunga (ou Ngāti Mutunga) est une tribu (iwi) maorie de Nouvelle-Zélande dont les terres se trouvent dans le nord du Taranaki sur l'île du Nord, et sur les îles Chatham. Cette tribu a produit deux des personnalités maories les plus influentes du début du XXe siècle (Te Rangi Hiroa et Sir Maui Pomare), et est également connue pour avoir mené la quasi-extermination du peuple moriori, peuple autochtone des îles Chatham.

## Histoire
Mutunga est le nom d'un ancêtre commun reconnu par les membres de la tribu. Dans les années 1820, avec d'autres tribus du nord du Taranaki, les Ngati Mutunga subissent les assauts et l'invasion de tribus venues du Waikato et munies d'armes à feu : ce sont les guerres des mousquets. Nombre d'entre eux fuient, et tentent de s'établir dans la région de Wellington (envahissant des tribus locales), mais les conflits inter-tribaux qui en résultent les poussent à migrer de nouveau. Les îles Chatham, oubliées par les Maoris depuis des siècles, ont été découvertes par les Britanniques. Les Ngati Mutunga s'allient aux Ngati Tama, se saisissent d'un vaisseau marchand britannique, et envahissent ces îles en 1835. Les Moriori, pacifistes, ne leur opposent aucune résistance. Les envahisseurs maoris massacrent quelque 20 % d'entre eux, et réduisent les survivants en esclavage, les contraignant à une production agricole intensive qu'ils exportent vers la Nouvelle-Zélande et l'Australie. Malgré des épidémies de grippe et de rougeole en 1838 et en 1840, auxquelles succombent certains des Maoris et qui tuent la plupart des Moriori, les Ngati Mutunga prospèrent par ce commerce.
En 1840, la Nouvelle-Zélande est intégrée à l'Empire britannique. Dans les années 1860, les autorités coloniales de Nouvelle-Zélande contraignent les Ngati Mutunga et les Ngati Tama de libérer leurs quelques dizaines d'esclaves moriori survivants. Le gouvernement reconnaît la propriété maorie, et non moriori, des terres des îles Chatham, créant simplement de petites réserves pour les derniers Moriori. Pour autant, en 1868 la plupart des Ngati Mutunga quittent les îles Chatham et se ré-établissent sur leurs terres ancestrales dans le Taranaki. Les membres de la tribu Ngati Mutunga qui étaient restés dans le Taranaki depuis les années 1820 prennent part dans les années 1860 aux « guerres maories », résistant sans succès à l'expropriation de leurs terres par les Britanniques. En 1865, l'intégralité des terres restantes de la tribu dans le Taranaki (celles qui n'avaient pas été envahies par les tribus du Waikato) est saisie par le gouvernement colonial, officiellement en punition à leurs actes de résistance,.
À partir des années 1950, la migration de nombreux jeunes Maoris vers les villes amplifie le dépeuplement de ces terres ancestrales. Au début du XXIe siècle, quelque 73 % des Ngati Mutunga vivent en dehors du Taranaki, majoritairement à Christchurch et à Wellington. La tribu possède un seul marae sur ses terres, dans le village côtier d'Urenui. En juillet 2005, le tribunal de Waitangi ayant reconnu le caractère illégitime de l'expropriation des terres tribales par les autorités coloniales au XIXe siècle, le gouvernement de Nouvelle-Zélande signe un accord de compensation avec la tribu,.

## Membres célèbres

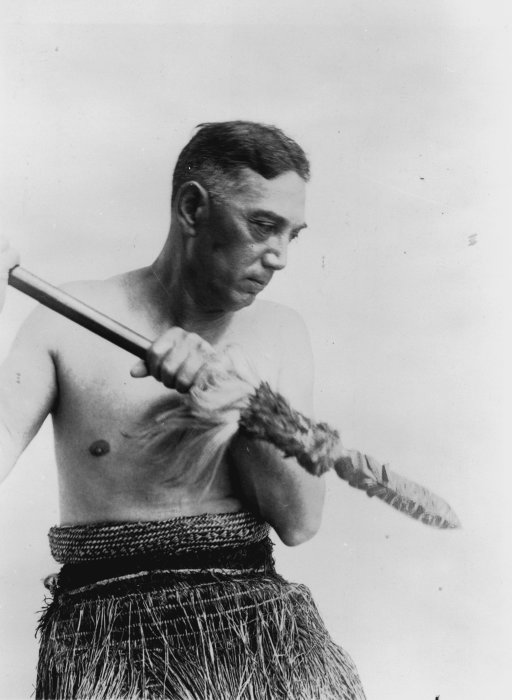
Te Rangi Hiroa tenant un taiaha, vers 1930.

Parmi les membres de la tribu ayant atteint une renommée nationale, on compte :
- Te Rangi Hiroa, Sir Peter Buck (1877-1951), homme politique et anthropologue ;
- Sir Maui Pomare (1875-1930), médecin et homme politique, ministre de la Santé dans les années 1920 (issu également de l’iwi Ngati Toa).